# Father of Night
"Father of Night" is een nummer van de Amerikaanse singer-songwriter Bob Dylan. Het verscheen als de twaalfde en laatste track op zijn studioalbum New Morning uit 1970. In 1973 verscheen een cover met de titel "Father of Day, Father of Night" op het album Solar Fire van de Britse band Manfred Mann's Earth Band, die het in februari 1974 als single uitbracht.

## Achtergrond
"Father of Night" is geschreven door Bob Dylan en geproduceerd door Bob Johnston. Het is Dylans interpretatie van het Joodse gebed Sjemoné Esré. Het is, naast "New Morning" en "Time Passes Slowly", een van de drie nummers die Dylan schreef voor de musical Scratch van Archibald MacLeish, gebaseerd op het korte verhaal The Devil and Daniel Webster van Stephen Vincent Benét uit 1936. De samenwerking tussen Dylan en MacLeish liep echter spaak, waarop Dylan besloot om de nummers op New Morning te zetten.
Dylan nam "Father of Night" op 5 juni 1970 op in een sessie waarin ook vijf andere nummers die op New Morning zouden verschijnen werden opgenomen: "If Dogs Run Free", "Sign on the Window", "Winterlude", "The Man in Me" en "Went to See the Gypsy". In dezelfde sessie werden ook het instrumentale "Ah-Ooh!", de cover "I Forgot to Remember to Forget" en het traditionele lied "Lily of the West" opgenomen; het laatste nummer zou in 1973 op het album Dylan verschijnen. Met een lengte van 1:27 minuten is "Father of Night" het kortste nummer dat Dylan ooit op een studioalbum heeft uitgebracht.
In 1973 werd het nummer gecoverd door Manfred Mann's Earth Band, die een versie van bijna tien minuten onder de titel "Father of Day, Father of Night" op hun album Solar Fire zette. Een korte versie van drie minuten werd in 1974 in een aantal landen als single uitgebracht. Deze single werd alleen in Nederland een klein succes. Het behaalde de Top 40 weliswaar niet, maar kwam wel tot de achttiende plaats in de Tipparade. Een andere cover is afkomstig van de Belgische band Triggerfinger. In 2007 stond een versie op het livealbum Faders Up, voordat een studioversie in 2008 op de uitgebreide versie van het album What Grabs Ya? verscheen.

## NPO Radio 2 Top 2000
Father of Day, Father of Night stond alleen in 2000 in de NPO Radio 2 Top 2000, op plek 1254.